# 新潟県第5区
新潟県第5区（にいがたけんだい5く）は、日本の衆議院議員総選挙における選挙区。1994年の公職選挙法改正で設置。

## 区域

### 現在の区域
2022年（令和4年）公職選挙法改正以降の区域は以下のとおりである。6区の廃止により長岡市と小千谷市は4区に転出した一方、旧6区の自治体が本区に転入した。
- 十日町市
- 糸魚川市
- 妙高市
- 上越市
- 魚沼市
- 南魚沼市
- 南魚沼郡
- 中魚沼郡

### 2022年以前の区域

衆議院議員小選挙区の新潟県における2022年までの区割り

2013年（平成25年）公職選挙法改正から2022年の小選挙区改定までの区域は以下のとおりである。
- 長岡市（旧長岡市・山古志村・川口町域）[5]
  - 本庁管内（西津町のうち、旧越路町であった区域を除く）
  - 中之島支所管内の押切川原町のうち、旧長岡市であった区域
  - 山古志・川口の各支所管内
- 小千谷市
- 魚沼市
- 南魚沼市
- 南魚沼郡

1994年（平成6年）公職選挙法改正から2013年の小選挙区改定までの区域は以下のとおりである。古志郡山古志村は2005年に、北魚沼郡川口町は2010年に長岡市に編入され、北魚沼郡の他2町4村は2004年に合併し魚沼市となり、南魚沼郡の湯沢町以外の2町は2004年に合併し南魚沼市となった。
- 長岡市
- 小千谷市
- 古志郡
- 北魚沼郡
- 南魚沼郡

## 歴史
中選挙区時代は元首相の田中角栄の選挙区であり、その地盤の強さで日本中に知られていた。角栄の長女で後継となった田中眞紀子が小選挙区移行後も強固な「田中王国」を背景に当選を重ねてきた。しかし、眞紀子が自民党を離党し、無所属を経て民主党に入党すると、角栄時代からの後援会および支持団体の大規模な離脱が表面化。さらに、地元の旧山古志村長（長岡市復興管理監）であった長島忠美が自民党の比例北陸信越ブロック単独候補から転入すると、従来の眞紀子の支持層は大きく割れた。
2012年の第46回衆議院議員総選挙では眞紀子自身の文部科学大臣時の発言による混乱への批判や、民主党全体への強い逆風もあり、眞紀子は比例復活すら出来ずに落選。民主党大敗の象徴や「田中王国」の崩壊と取り上げられた。
第47回衆議院議員総選挙では、眞紀子は立候補せず、元参議院議員の森裕子が生活の党の公認として立候補したが、再び長島が当選し、森は比例復活すらできず落選した。
2017年に長島が在職中に死去。10月の補欠選挙は衆議院の解散（国難突破解散）により行われなかった。同年の第48回衆議院議員総選挙において、自民党は後継として前知事の泉田裕彦を擁立。前魚沼市長の大平悦子らを破り当選した。なお、泉田の後任を選ぶために2016年に行われていた新潟県知事選挙では、2005・2009年・2012年とこの選挙区から立候補して落選していた米山隆一が当選したが、米山は女性問題が取りざたされ2018年4月に辞任。米山の後任を選ぶ新潟県知事選挙では与党支持の花角英世が当選した。その後、2021年の第49回衆議院議員総選挙で米山は野党が推薦する無所属候補として出馬。泉田と2016年の新潟県知事選挙でも対戦した元長岡市長の森民夫で保守分裂し、米山自身も保守票を切り崩し、2人を破り、初当選を果たした（泉田も比例復活）。
2024年の第50回衆議院議員総選挙では、2022年の小選挙区区割り変更に伴い、米山と泉田は新潟4区から立候補し、廃止された新潟6区で前回立候補した立憲民主党前職の梅谷守と自民党前職の高鳥修一が新潟5区から出馬した。投開票の結果、梅谷が当選し、高鳥は比例名簿非登載の影響もあり落選した。

## 小選挙区選出議員
| 選挙名                   | 年     | 当選者     | 党派       | 備考                                          | 備考   |
| ------------------------ | ------ | ---------- | ---------- | --------------------------------------------- | ------ |
| 第41回衆議院議員総選挙   | 1996年 | 田中眞紀子 | 自由民主党 |                                               | 旧区域 |
| 第42回衆議院議員総選挙   | 2000年 | 田中眞紀子 | 自由民主党 |                                               | 旧区域 |
| 第42回衆議院議員補欠選挙 | 2002年 | 星野行男   | 無所属     | ※田中眞紀子の秘書給与流用疑惑による辞職に伴う | 旧区域 |
| 第43回衆議院議員総選挙   | 2003年 | 田中眞紀子 | 無所属     |                                               | 旧区域 |
| 第44回衆議院議員総選挙   | 2005年 | 田中眞紀子 | 無所属     |                                               | 旧区域 |
| 第45回衆議院議員総選挙   | 2009年 | 田中眞紀子 | 民主党     |                                               | 旧区域 |
| 第46回衆議院議員総選挙   | 2012年 | 長島忠美   | 自由民主党 |                                               | 旧区域 |
| 第47回衆議院議員総選挙   | 2014年 | 長島忠美   | 自由民主党 | ※在職中死去、解散の為補欠選挙は中止           | 旧区域 |
| 第48回衆議院議員総選挙   | 2017年 | 泉田裕彦   | 自由民主党 |                                               | 旧区域 |
| 第49回衆議院議員総選挙   | 2021年 | 米山隆一   | 無所属     |                                               | 旧区域 |
| 第50回衆議院議員総選挙   | 2024年 | 梅谷守     | 立憲民主党 |                                               |        |

## 選挙結果
時の内閣：第1次石破内閣 解散日：2024年10月9日 公示日：2024年10月15日
当日有権者数：34万1514人 最終投票率：62.62%（前回比：2.58%） （全国投票率：53.85%（2.08%））
| 当落 | 候補者名 | 年齢 | 所属党派   | 新旧 | 得票数    | 得票率 | 惜敗率 | 推薦・支持               | 重複 |
| ---- | -------- | ---- | ---------- | ---- | --------- | ------ | ------ | ------------------------ | ---- |
| 当   | 梅谷守   | 50   | 立憲民主党 | 前   | 114,429票 | 55.27% | ――     | 社会民主党新潟県連合推薦 | ◯    |
|      | 高鳥修一 | 64   | 自由民主党 | 前   | 92,589票  | 44.73% | 80.91% | 公明党推薦               |      |

時の内閣：第1次岸田内閣 解散日：2021年10月14日 公示日：2021年10月19日
当日有権者数：27万5224人 最終投票率：65.20%（前回比：0.23%） （全国投票率：55.93%（2.25%））
| 当落 | 候補者名 | 年齢 | 所属党派   | 新旧 | 得票数   | 得票率 | 惜敗率 | 推薦・支持                                         | 重複 |
| ---- | -------- | ---- | ---------- | ---- | -------- | ------ | ------ | -------------------------------------------------- | ---- |
| 当   | 米山隆一 | 54   | 無所属     | 新   | 79,447票 | 44.96% | ――     | 立憲民主党・社会民主党・日本共産党新潟県委員会推薦 | ×    |
| 比当 | 泉田裕彦 | 59   | 自由民主党 | 前   | 60,837票 | 34.43% | 76.58% | 公明党推薦                                         | ○    |
|      | 森民夫   | 72   | 無所属     | 新   | 36,422票 | 20.61% | 45.84% |                                                    | ×    |

時の内閣：第3次安倍第3次改造内閣 解散日：2017年9月28日 公示日：2017年10月10日
当日有権者数：28万2318人 最終投票率：64.97%（前回比：12.64%） （全国投票率：53.68%（1.02%））
| 当落 | 候補者名 | 年齢 | 所属党派   | 新旧 | 得票数   | 得票率 | 惜敗率 | 推薦・支持                                 | 重複 |
| ---- | -------- | ---- | ---------- | ---- | -------- | ------ | ------ | ------------------------------------------ | ---- |
| 当   | 泉田裕彦 | 55   | 自由民主党 | 新   | 91,855票 | 51.82% | ――     | 公明党推薦                                 | ○    |
|      | 大平悦子 | 61   | 無所属     | 新   | 79,655票 | 44.94% | 86.72% | 日本共産党・民進党・社会民主党・自由党推薦 | ×    |
|      | 笠原麗香 | 25   | 幸福実現党 | 新   | 5,735票  | 3.24%  | 6.24%  |                                            |      |

時の内閣：第2次安倍改造内閣 解散日：2014年11月21日 公示日：2014年12月2日
当日有権者数：27万9756人 最終投票率：52.33%（前回比：11.42%） （全国投票率：52.66%（6.66%））
| 当落 | 候補者名 | 年齢 | 所属党派   | 新旧 | 得票数   | 得票率 | 惜敗率 | 推薦・支持 | 重複 |
| ---- | -------- | ---- | ---------- | ---- | -------- | ------ | ------ | ---------- | ---- |
| 当   | 長島忠美 | 63   | 自由民主党 | 前   | 81,176票 | 57.33% | ――     | 公明党推薦 | ○    |
|      | 森裕子   | 58   | 生活の党   | 新   | 47,420票 | 33.49% | 58.42% |            | ○    |
|      | 服部耕一 | 45   | 日本共産党 | 新   | 12,993票 | 9.18%  | 16.01% |            |      |

- 森は第24回参議院議員通常選挙に新潟県選挙区から立候補し当選。

時の内閣：野田第3次改造内閣 解散日：2012年11月16日 公示日：2012年12月4日
当日有権者数：28万2118人 最終投票率：63.75%（前回比：11.77%） （全国投票率：59.32%（9.96%））
| 当落 | 候補者名   | 年齢 | 所属党派     | 新旧 | 得票数   | 得票率 | 惜敗率 | 推薦・支持 | 重複 |
| ---- | ---------- | ---- | ------------ | ---- | -------- | ------ | ------ | ---------- | ---- |
| 当   | 長島忠美   | 61   | 自由民主党   | 前   | 80,488票 | 45.73% | ――     | 公明党     | ○    |
|      | 田中眞紀子 | 68   | 民主党       | 前   | 51,503票 | 29.26% | 63.99% | 国民新党   | ○    |
|      | 米山隆一   | 45   | 日本維新の会 | 新   | 35,720票 | 20.29% | 44.38% | みんなの党 | ○    |
|      | 服部耕一   | 43   | 日本共産党   | 新   | 8,296票  | 4.71%  | 10.31% |            |      |

- 長島は第44回・第45回は比例北陸信越ブロック単独候補として当選。
- 米山は2016年新潟県知事選挙に立候補し当選。

時の内閣：麻生内閣 解散日：2009年7月21日 公示日：2009年8月18日
当日有権者数：28万4942人 最終投票率：75.52%（前回比：1.8%） （全国投票率：69.28%（1.77%））
| 当落 | 候補者名   | 年齢 | 所属党派   | 新旧 | 得票数    | 得票率 | 惜敗率 | 推薦・支持 | 重複 |
| ---- | ---------- | ---- | ---------- | ---- | --------- | ------ | ------ | ---------- | ---- |
| 当   | 田中眞紀子 | 65   | 民主党     | 前   | 103,202票 | 49.11% | ――     |            | ○    |
|      | 米山隆一   | 41   | 自由民主党 | 新   | 86,453票  | 41.14% | 83.77% |            | ○    |
|      | 伊部昌一   | 57   | 社会民主党 | 新   | 17,698票  | 8.42%  | 17.15% |            | ○    |
|      | 山田好孝   | 58   | 無所属     | 新   | 1,458票   | 0.69%  | 1.41%  |            | ×    |
|      | 笠巻健也   | 39   | 幸福実現党 | 新   | 1,323票   | 0.63%  | 1.28%  |            |      |

時の内閣：第2次小泉改造内閣 解散日：2005年8月8日 公示日：2005年8月30日
当日有権者数：28万6954人 最終投票率：73.72%（前回比：2.79%） （全国投票率：67.51%（7.65%））
| 当落 | 候補者名   | 年齢 | 所属党派   | 新旧 | 得票数    | 得票率 | 惜敗率 | 推薦・支持 | 重複 |
| ---- | ---------- | ---- | ---------- | ---- | --------- | ------ | ------ | ---------- | ---- |
| 当   | 田中眞紀子 | 61   | 無所属     | 前   | 105,484票 | 51.16% | ――     |            | ×    |
|      | 米山隆一   | 38   | 自由民主党 | 新   | 82,993票  | 40.25% | 78.68% |            | ○    |
|      | 斎藤実     | 47   | 日本共産党 | 新   | 17,693票  | 8.58%  | 16.77% |            |      |

時の内閣：第1次小泉第2次改造内閣 解散日：2003年10月10日 公示日：2003年10月28日
当日有権者数：28万7091人 最終投票率：70.93%（前回比：1.77%） （全国投票率：59.86%（2.63%））
| 当落 | 候補者名   | 年齢 | 所属党派   | 新旧 | 得票数   | 得票率 | 惜敗率 | 推薦・支持 | 重複 |
| ---- | ---------- | ---- | ---------- | ---- | -------- | ------ | ------ | ---------- | ---- |
| 当   | 田中眞紀子 | 59   | 無所属     | 元   | 98,112票 | 49.14% | ――     |            | ×    |
|      | 星野行男   | 71   | 自由民主党 | 前   | 61,937票 | 31.02% | 63.13% |            | ○    |
|      | 白川勝彦   | 58   | 無所属     | 元   | 30,086票 | 15.07% | 30.66% |            | ×    |
|      | 斎藤実     | 46   | 日本共産党 | 新   | 9,506票  | 4.76%  | 9.69%  |            |      |

当日有権者数：人　最終投票率：%

| 当落 | 候補者名   | 年齢 | 所属党派   | 新旧 | 得票数   | 得票率 | 推薦・支持                 |
| ---- | ---------- | ---- | ---------- | ---- | -------- | ------ | -------------------------- |
| 当   | 星野行男   | 70   | 無所属     | 元   | 69,146票 | 47.86% |                            |
|      | 石積勝     | 52   | 無所属     | 新   | 60,045票 | 41.56% | 民主党、自由党、社民党推薦 |
|      | 桑原加代子 | 55   | 日本共産党 | 新   | 15,298票 | 10.59% |                            |

星野は当選後に自民党に復党。
時の内閣：第1次森内閣 解散日：2000年6月2日 公示日：2000年6月13日 最終投票率：72.70% （全国投票率：62.49%（2.84%））
| 当落 | 候補者名   | 年齢 | 所属党派   | 新旧 | 得票数    | 得票率 | 惜敗率 | 推薦・支持 | 重複 |
| ---- | ---------- | ---- | ---------- | ---- | --------- | ------ | ------ | ---------- | ---- |
| 当   | 田中眞紀子 | 56   | 自由民主党 | 前   | 137,866票 | 68.62% | ――     |            |      |
|      | 目黒吉之助 | 66   | 社会民主党 | 元   | 50,208票  | 24.99% | 36.42% |            | ○    |
|      | 加藤栄二   | 69   | 日本共産党 | 新   | 12,827票  | 6.38%  | 9.30%  |            |      |

時の内閣：第1次橋本内閣 解散日：1996年9月27日 公示日：1996年10月8日 （全国投票率：59.65%（8.11%））
| 当落 | 候補者名   | 年齢 | 所属党派   | 新旧 | 得票数   | 得票率 | 惜敗率 | 推薦・支持 | 重複 |
| ---- | ---------- | ---- | ---------- | ---- | -------- | ------ | ------ | ---------- | ---- |
| 当   | 田中眞紀子 | 52   | 自由民主党 | 前   | 96,759票 | 48.85% | ――     |            | ○    |
|      | 星野行男   | 64   | 新進党     | 前   | 75,524票 | 38.13% | 78.05% |            |      |
|      | 片岡正英   | 41   | 社会民主党 | 新   | 15,823票 | 7.99%  | 16.35% |            | ○    |
|      | 近藤正行   | 56   | 日本共産党 | 新   | 9,961票  | 5.03%  | 10.29% |            |      |